# 아케이드 캐비넷

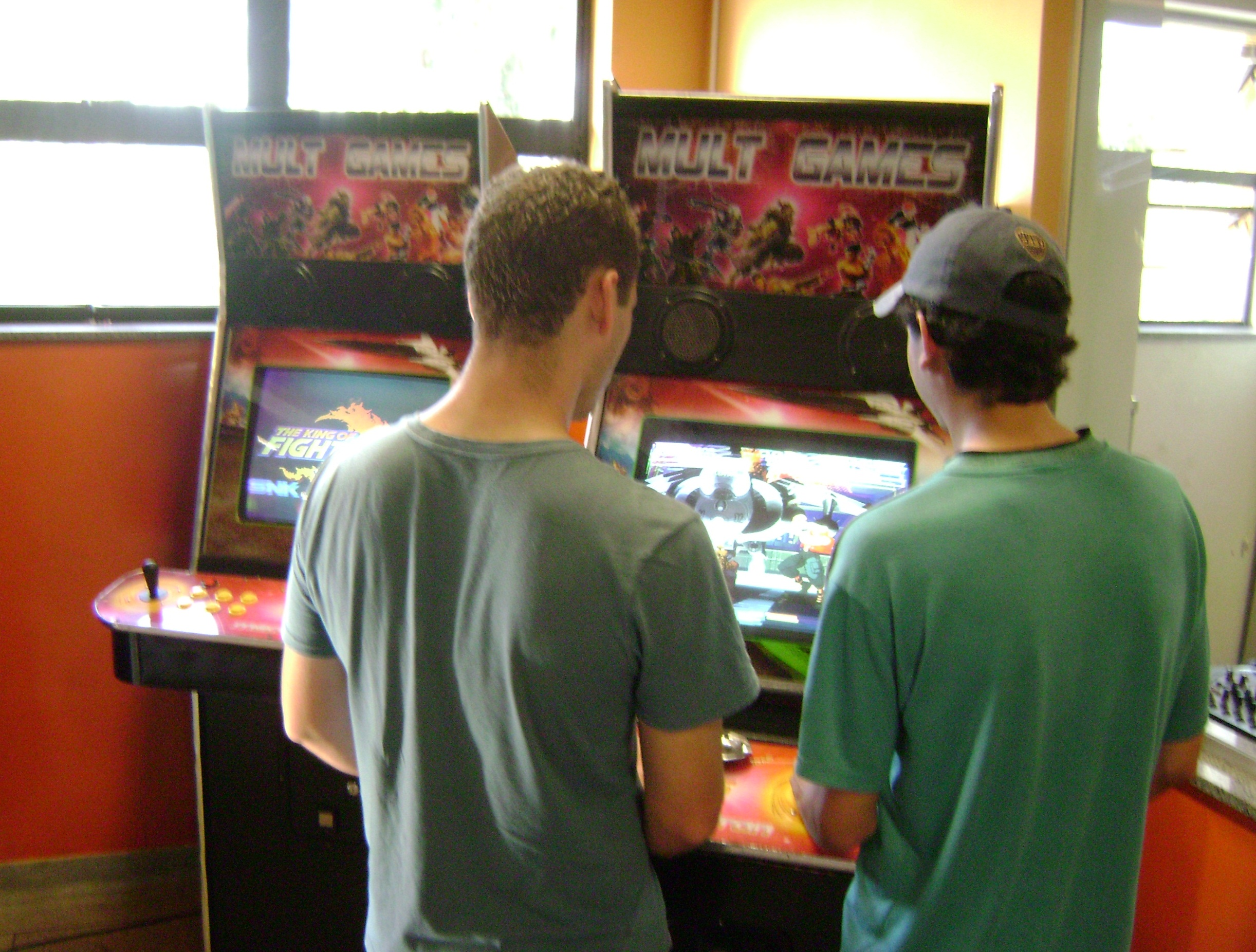
아케이드 게임을 하는 사람들

아케이드 캐비넷(Arcade cabinet), 아케이드 머신 또는 코인 투입식 캐비닛 또는 코인 투입식 머신은 아케이드 게임의 전자 하드웨어가 들어 있는 하우징이다. 1980년대 중반 이후 설계된 대부분의 캐비닛은 일본 오락 기계 제조업체 협회(JAMMA) 배선 표준을 따른다. 일부는 표준에 포함되지 않은 기능들을 위한 추가 커넥터를 포함한다.

## 아케이드 캐비닛의 부품
아케이드 캐비닛은 제작되거나 포함된 게임에 따라 다르므로 아래 나열된 모든 부품을 가지고 있지 않을 수 있다.
- 게임이 표시되는 디스플레이 출력. 래스터 또는 벡터 그래픽스를 표시할 수 있으며, 래스터가 가장 일반적이다. 표준 해상도는 새로 고침 빈도(일반적으로 50~60Hz)에 따라 262.5~315 수직선 사이이다.[2] 새로 고침 빈도가 느릴수록 더 나은 수직 해상도를 얻을 수 있다. 모니터는 게임에 따라 수평 또는 수직으로 배치될 수 있다. 일부 게임은 두 개 이상의 모니터를 사용한다. 일부 최신 캐비닛에는 고선명 비디오를 표시할 수 있는 모니터가 있다.[3]
- 음향 효과 및 음악을 위한 오디오 출력으로, 일반적으로 사운드 칩에서 생성된다.
- 인쇄 회로 기판 (PCB) 또는 아케이드 시스템 보드, 게임이 실행되는 실제 하드웨어. 캐비닛 내부에 숨겨져 있다. SNK네오지오 MVS와 같은 일부 시스템은 게임 카트가 있는 메인보드를 사용한다. 일부 메인보드는 여러 게임 카트를 보관할 수도 있다.[4]
- 아케이드 시스템 보드와 코인 슬롯 및 조명 버튼에 저전압 조명을 제공하는 전원 공급 장치.
- 마퀴, 모니터 위에 게임 제목을 표시하는 간판. 종종 밝은 색상이고 백라이트가 있다.
- 베젤, 모니터 주변의 테두리. 지침이나 삽화가 포함될 수 있다.
- 컨트롤 패널, 모니터 근처의 평평한 표면으로, 게임 컨트롤이 배열되어 있다. 컨트롤 패널에는 때때로 게임 지침이 있다. 플레이어는 종종 업라이트 및 칵테일 캐비닛의 컨트롤 패널에 동전이나 토큰을 쌓아 놓는다.
- 코인 슬롯, 코인 반환구 및 코인 상자로, 돈 또는 토큰을 교환할 수 있다.[5] 이들은 일반적으로 컨트롤 패널 아래에 있다. 매우 자주, 투명한 빨간색 플라스틱 버튼이 코인 반환구와 코인 슬롯 사이에 놓여 있다. 이 버튼을 누르면 코인 메커니즘에 걸린 동전이나 토큰이 플레이어에게 반환된다. 코인 수용기를 참조하라. 일부 아케이드에서는 코인 슬롯이 아케이드 운영자로부터 구매한 게임 카드에서 데이터를 읽는 카드 리더기로 대체된다.
- 서비스 메뉴/모드 컨트롤 패널, 게임 설정을 제어(예: 크레딧당 코인 수, 생명 수, 스테이지 수 설정)하고 유지 보수 모드 및 진단 테스트를 수행한다. 일반적으로 코인 슬롯, 코인 반환구, 코인 상자 덮개 뒤에 있다.

아케이드 캐비닛의 측면은 일반적으로 특정 게임의 게임 플레이를 나타내는 밝은 색상의 스티커나 페인트로 장식된다.

## 캐비닛 유형
아케이드 캐비닛에는 여러 종류가 있으며, 일부는 특정 게임을 위해 맞춤 제작되지만, 가장 일반적인 것은 업라이트, 칵테일 또는 테이블, 좌식이다.

### 업라이트 캐비닛

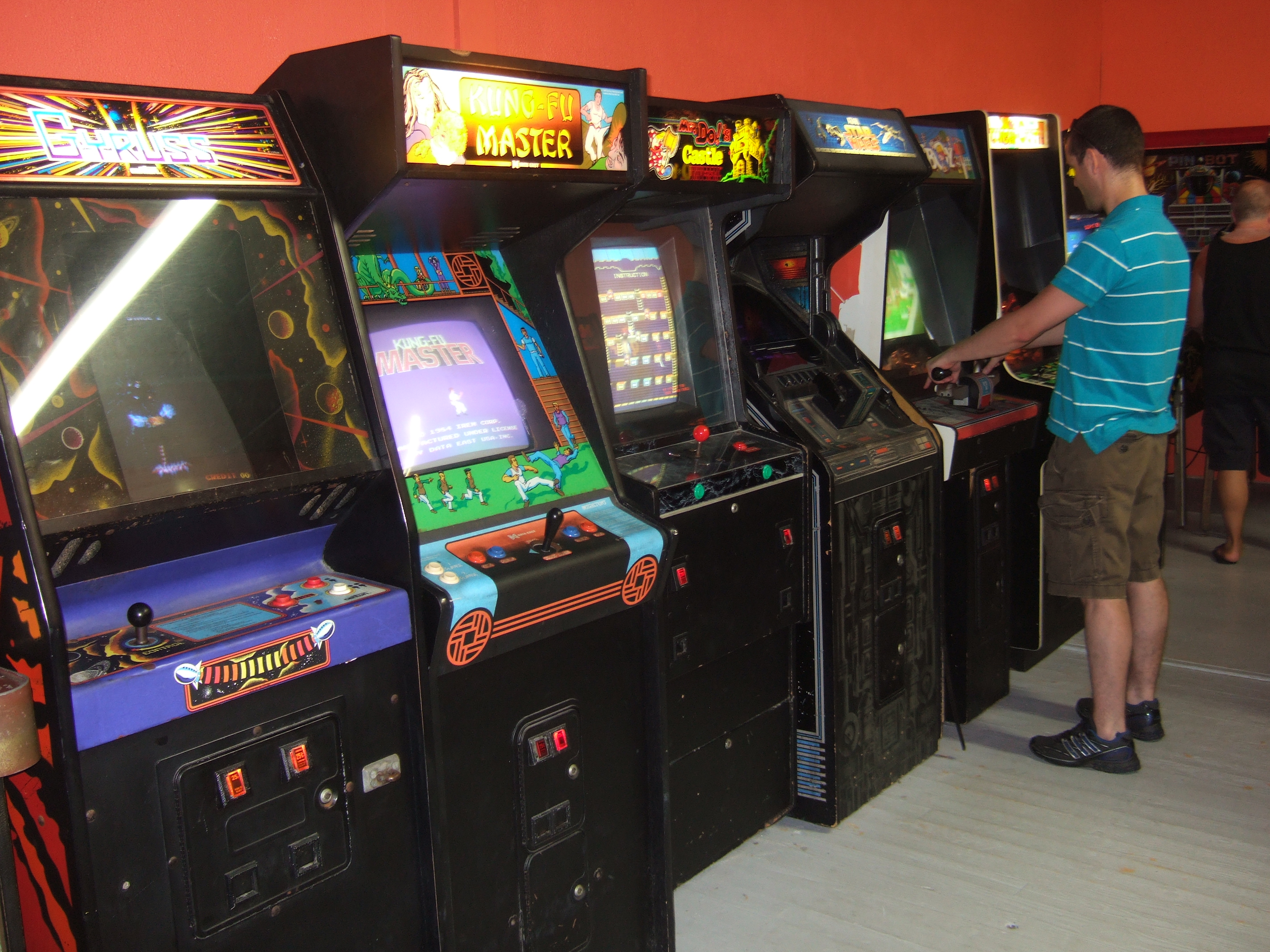
업라이트 캐비닛

업라이트 캐비닛은 북미에서 가장 흔하며, 그 디자인은 컴퓨터 스페이스와 퐁의 영향을 크게 받았다. 컴퓨터 스페이스의 외관상 미래 지향적인 유리섬유 캐비닛 디자인은 이어지지 않았지만, 두 게임 모두 브라운관(CRT) 디스플레이, 게임 컨트롤러, 컴퓨터 로직 영역을 분리하는 아케이드 머신 부품을 확립했다. 아타리는 대부분의 성인 플레이어가 사용하기에 적합한 높이에 컨트롤을 배치했지만, 어린이도 플레이할 수 있도록 콘솔 베이스에 충분히 가깝게 했다. 또한, 캐비닛은 기존의 전기-기계식 게임보다 더 작았고, 플레이어를 유인하기 위한 깜박이는 불빛이나 다른 수단을 사용하지 않았다. 아타리 퐁의 측면 패널은 간단한 목재 베니어 마감 처리가 되어 있어 호텔, 컨트리 클럽, 칵테일 바와 같은 비아케이드 장소에 더 쉽게 판매될 수 있었다. 경쟁 심화에 직면하여 아타리는 1973년~1974년경부터 캐비닛 아트와 유인 패널을 포함하기 시작했고, 이는 곧 표준 관행이 되었다.
오늘날 아케이드 캐비닛은 일반적으로 나무와 금속으로 만들어지며, 높이는 약 6피트 또는 2미터이고, 컨트롤 패널은 모니터에 수직으로 허리 높이보다 약간 높게 설치되어 있다. 모니터는 캐비닛 내부에 대략 눈높이에 배치된다. 마퀴는 그 위에 있으며 종종 그 위로 돌출되어 있다.
컴퓨터 스페이스, 퐁 및 기타 초기 아케이드 게임에서는 CRT가 지면에서 90도 각도로 직접 바깥을 향하도록 장착되었다. 아케이드 게임 제조업체는 CRT를 45도 각도로 위를 향하고 플레이어로부터 멀어지지만 디스플레이를 플레이어에게 반사하는 단방향 거울을 향하도록 장착함으로써 구형 전기 기계식 게임의 디자인 원칙을 통합하기 시작했다. 거울과 플레이어의 시야 사이에 추가 투명 오버레이를 추가하여 추가 이미지와 흑백 CRT 출력을 색상화할 수 있었는데, 부트 힐의 경우가 그러하다. 워리어와 같은 다른 게임은 단면 거울을 사용하고 거울 뒤에 조명된 배경을 포함하여 화면상의 캐릭터가 플레이어에게 마치 그 배경에 있는 것처럼 보이도록 했다. 컬러 CRT 디스플레이의 등장으로 거울의 필요성은 사라졌다. CRT는 이후 일반적인 성인 플레이어가 화면을 직접 볼 수 있도록 각도를 조절하여 배치되었다.
컨트롤은 일반적으로 게임이 허용하는 플레이어 수만큼의 조이스틱과 액션 버튼 및 비디오 게임 콘솔의 게임패드에 있는 시작 버튼과 동일한 목적을 수행하는 "플레이어" 버튼이 가장 흔하다. 트랙볼은 때때로 조이스틱 대신 사용되는데, 특히 1980년대 초 게임에서 그렇다. 스피너(돌리는 손잡이, "패들 컨트롤"이라고도 함)는 알카노이드나 퐁의 패들과 같이 수평 또는 수직으로만 엄격하게 움직이는 게임 요소를 제어하는 데 사용된다. 로보트론: 2084, 스매시 TV 및 배틀존과 같은 게임은 액션 버튼 대신 이중 조이스틱을 사용한다. 원본 스트리트 파이터의 일부 버전은 버튼 대신 압력 감지 고무 패드를 사용했다.
업라이트 캐비닛이 운전 게임을 담고 있다면, 조이스틱과 버튼 대신 스티어링 휠과 가속 페달이 있을 수 있다. 슈팅 게임을 담고 있다면, 튼튼한 케이블을 통해 기계 전면에 라이트 건이 부착되어 있을 수 있다. 일부 아케이드 기계는 모니터가 캐비닛 하단에 배치되고 화면 위 약 45도 각도로 거울이 설치되어 플레이어를 향하게 되어 있었다. 이는 공간을 절약하기 위함이었는데, 그렇지 않으면 큰 CRT 모니터가 캐비닛 뒤쪽으로 튀어나왔을 것이다. 거울에 비친 이미지를 보정하기 위해 일부 게임은 딥 스위치 설정을 사용하여 비디오 출력을 뒤집는 옵션이 있었다. 기타프릭스와 같은 다른 장르의 게임은 악기를 닮은 컨트롤러를 특징으로 한다.
업라이트 캐비닛 형태 디자인은 스타 트렉과 같이 가장 단순한 대칭 수직 상자에서 복잡한 비대칭 형태에 이르기까지 다양하다.
게임은 일반적으로 1인 또는 2인용이지만, 건틀렛과 같은 게임은 최대 4세트의 컨트롤을 제공한다.

### 좌식 또는 테이블 캐비닛

#### 칵테일 캐비닛

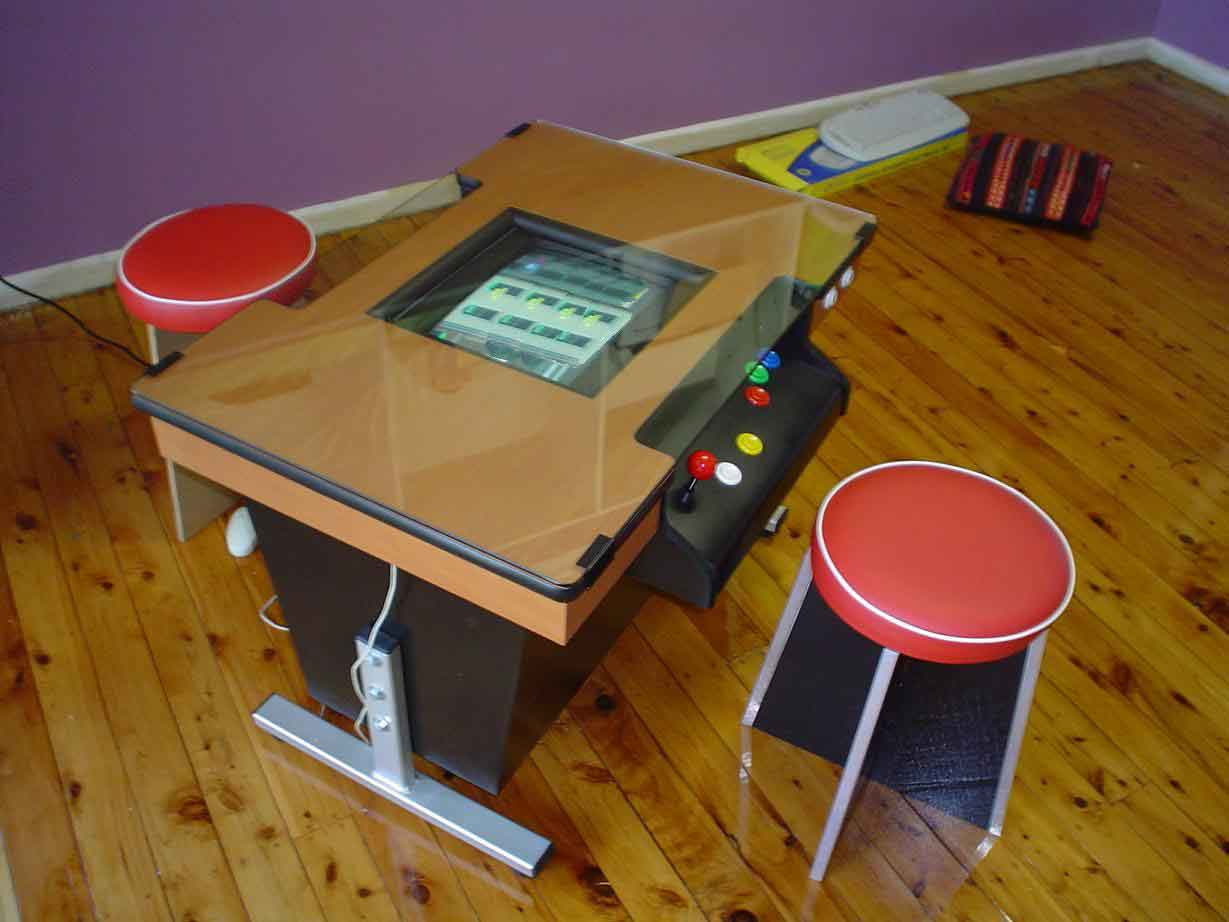
칵테일 또는 테이블 캐비닛. 이 스타일은 때때로 일본식 또는 호주식이라고 불린다.

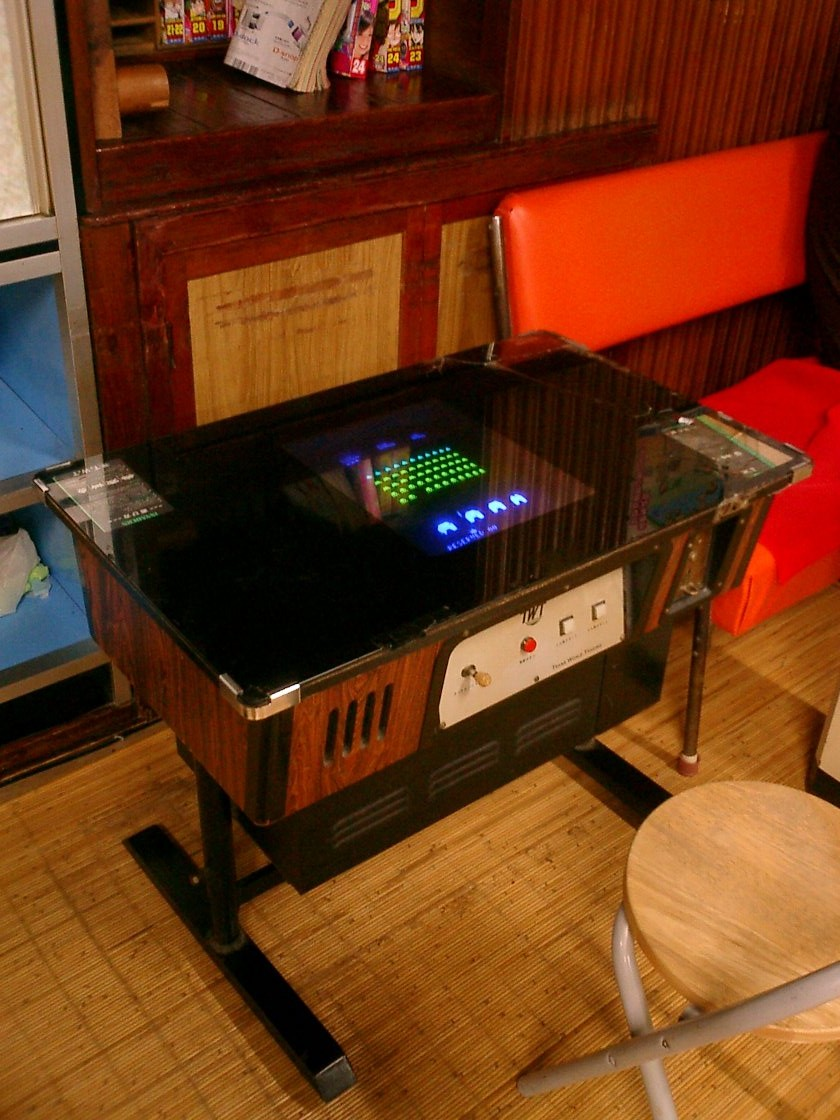
칵테일 캐비닛의 또 다른 예시(스페이스 인베이더, 일본에서는 T.T. 스페이스 인베이더로 알려져 있다)

칵테일 캐비닛은 낮고 직사각형의 테이블 모양이며, 컨트롤은 일반적으로 넓은 양쪽 끝에 배치되거나, 흔하지는 않지만 좁은 양쪽 끝에 배치되며, 모니터는 테이블 안에 화면이 위로 향하게 되어 있다. 칵테일에 수납된 2인용 게임은 일반적으로 교대식으로, 각 플레이어가 차례를 가졌다. 모니터는 각 플레이어를 위해 방향을 반전(게임 소프트웨어 제어)하여 게임 화면이 각 플레이어에게 올바르게 표시되도록 한다. 이를 위해서는 게임의 칵테일 버전(보통 딥 스위치로 설정)에 대한 특별한 프로그래밍이 필요하다. 모니터의 방향은 일반적으로 2인용 게임에서 플레이어 2의 차례일 때만 플레이어 2에게 유리하며, 다른 모든 경우에는 플레이어 1에게 유리하다. 동시 4인용 게임으로 칵테일 형태로 제작된 게임으로는 워로드 등이 있다.
일본에서는 1970년대부터 1980년대 초까지 타이토에서 제작한 많은 게임의 칵테일 버전에 "T.T"라는 접두사가 붙어 있다(예: T.T 스페이스 인베이더).
칵테일 캐비닛 버전은 일반적으로 동일한 게임의 업라이트 버전과 함께 출시되었다. 1980년대, 특히 아케이드 비디오 게임의 황금기 동안에는 비교적 흔했지만, 이후 인기를 잃었다. 업라이트 캐비닛에 비해 주요 장점은 더 작은 크기로 인해 덜 거슬리는 것처럼 보인다는 점이었지만, 더 많은 바닥 공간(각 끝에 플레이어가 앉아야 하므로 더욱 그렇다)을 필요로 했다. 테이블 상단은 강화 유리 조각으로 덮여 있어 음료를 놓기에 편리했고(이름의 유래), 종종 바와 펍에서 볼 수 있었다.

#### 캔디 캐비닛

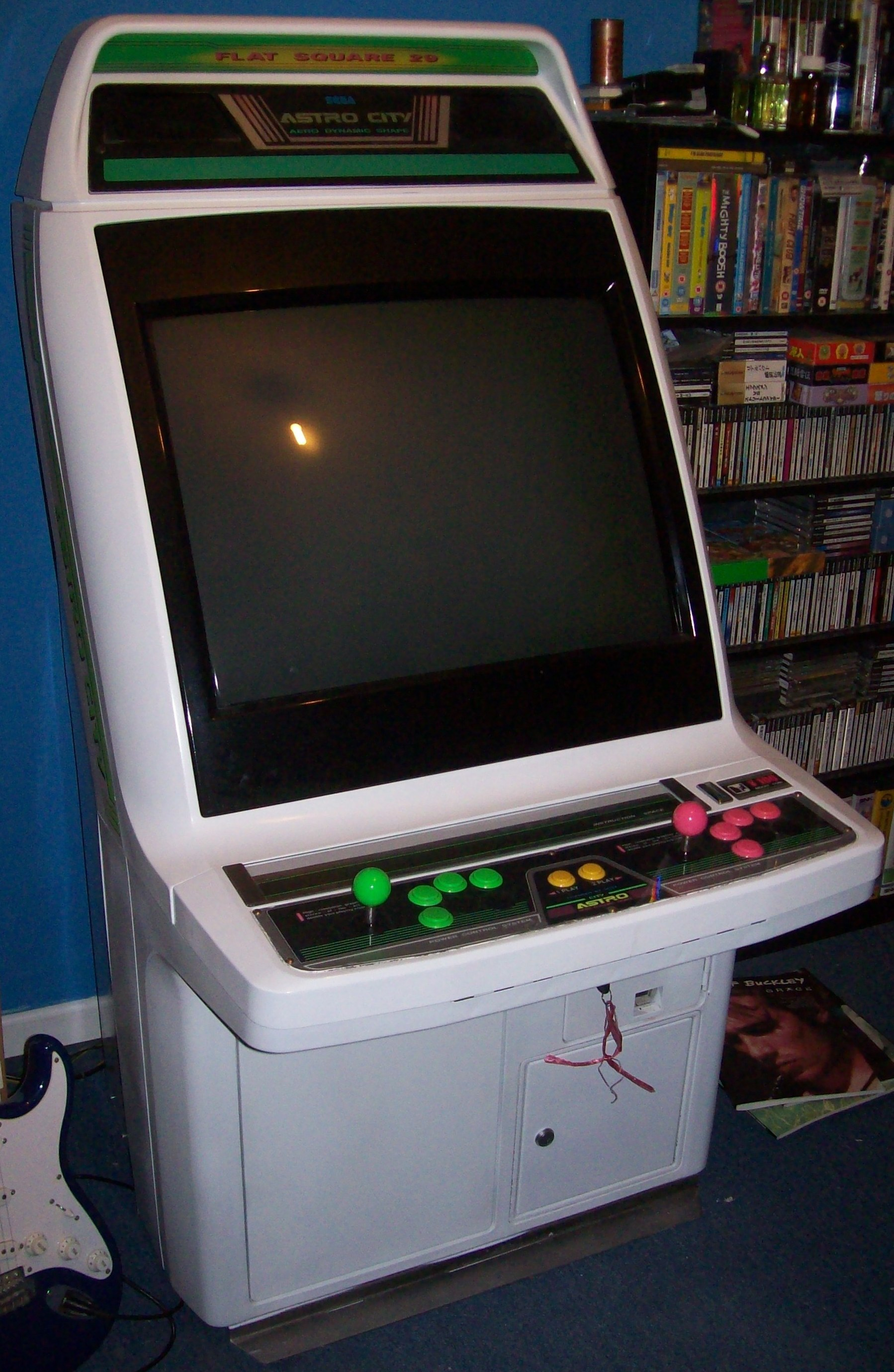
캔디 캐비닛 (세가 아스트로 시티)

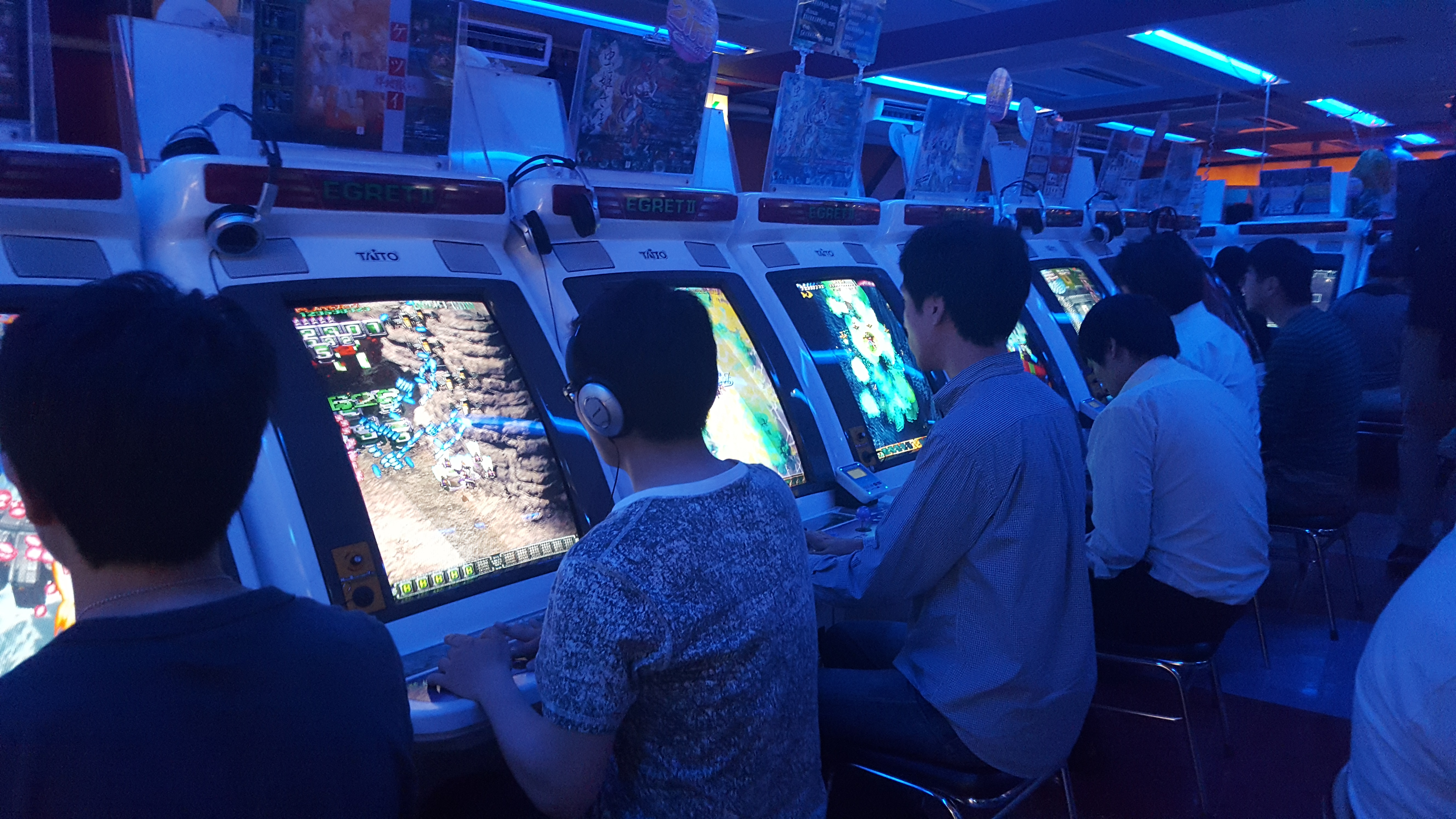
아키하바라의 한 아케이드에 있는 캔디 캐비닛. 많은 캔디 캐비닛은 물리적으로 세로 모드와 가로 모드 사이를 전환할 수 있는 CRT 스크린을 가지고 있다.

플라스틱이 하드 캔디와 비슷하다고 해서 아케이드 매니아와 업계 관계자 모두에게 "캔디 캐비닛"으로 불리는 경우가 많다. 일반적으로 업라이트 캐비닛보다 청소하고 옮기기 쉽지만, 대부분 20~25인치 대신 29인치 화면을 가지고 있어 무게는 거의 같다. 플레이어가 의자나 스툴에 앉아 장시간 플레이할 수 있도록 배치되어 있다. SNK는 이 구성으로 많은 네오지오 MVS 캐비닛을 판매했지만, 일본에서 제작된 조이스틱과 버튼만 사용하는 대부분의 아케이드 게임은 좌식 캐비닛 형태로 출시된다. 일본 아케이드에서는 이러한 유형의 캐비닛이 업라이트 캐비닛보다 일반적으로 더 널리 퍼져 있으며, 일반적으로 균일한 모양의 줄로 늘어서 있다. 이의 변형으로, 종종 "대결 스타일" 캐비닛이라고 불리는 캐비닛은 서로 마주보는 두 개의 캐비닛처럼 보이도록 설계되었으며, 두 개의 모니터와 별도의 컨트롤을 통해 두 플레이어가 동일한 모니터와 컨트롤 영역을 공유하지 않고도 서로 싸울 수 있도록 한다. 일부 최신 캐비닛은 네트워킹을 통해 이러한 "대결 스타일" 캐비닛을 에뮬레이트할 수 있다.

### 디럭스 캐비닛

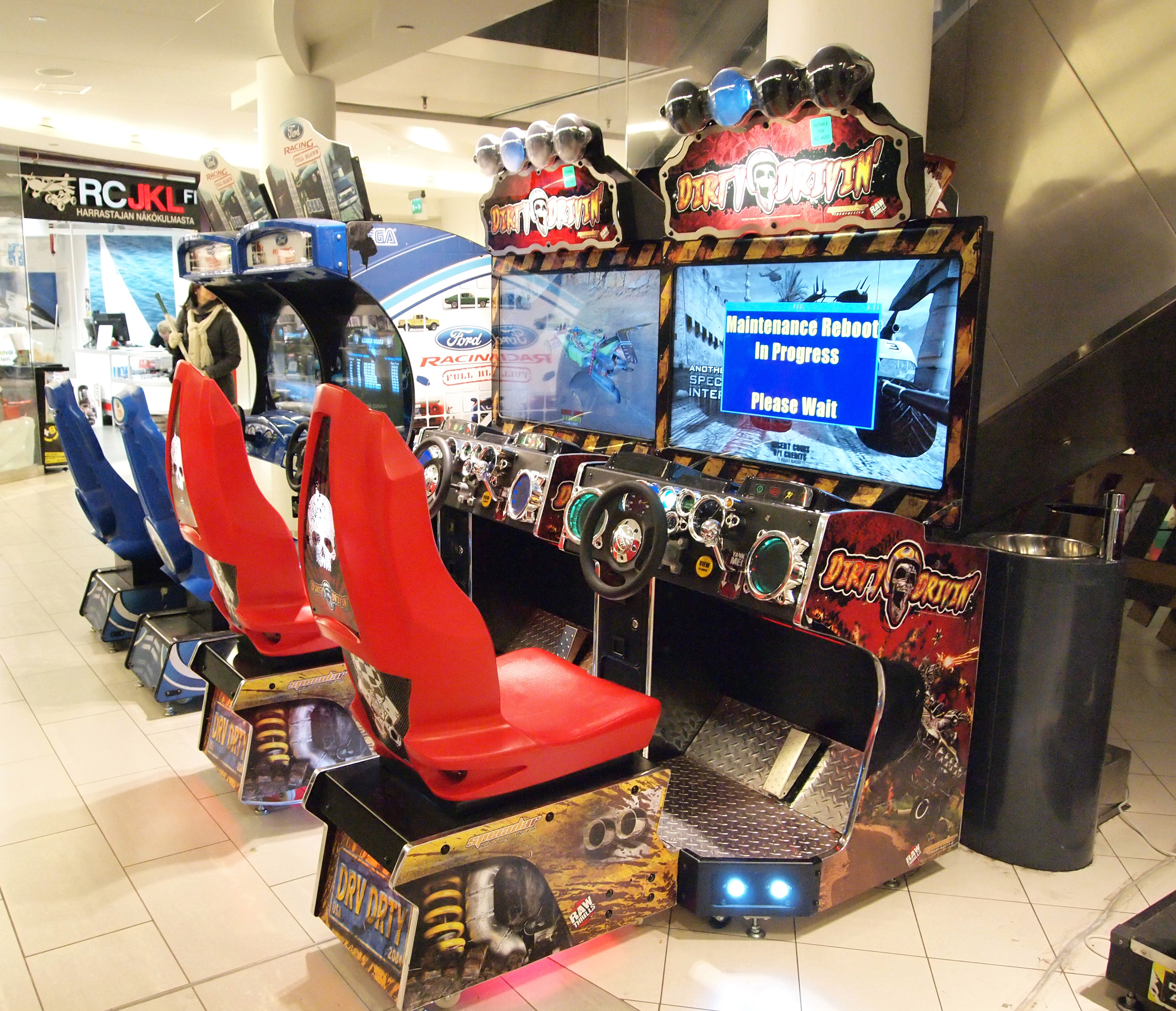
디럭스 캐비닛

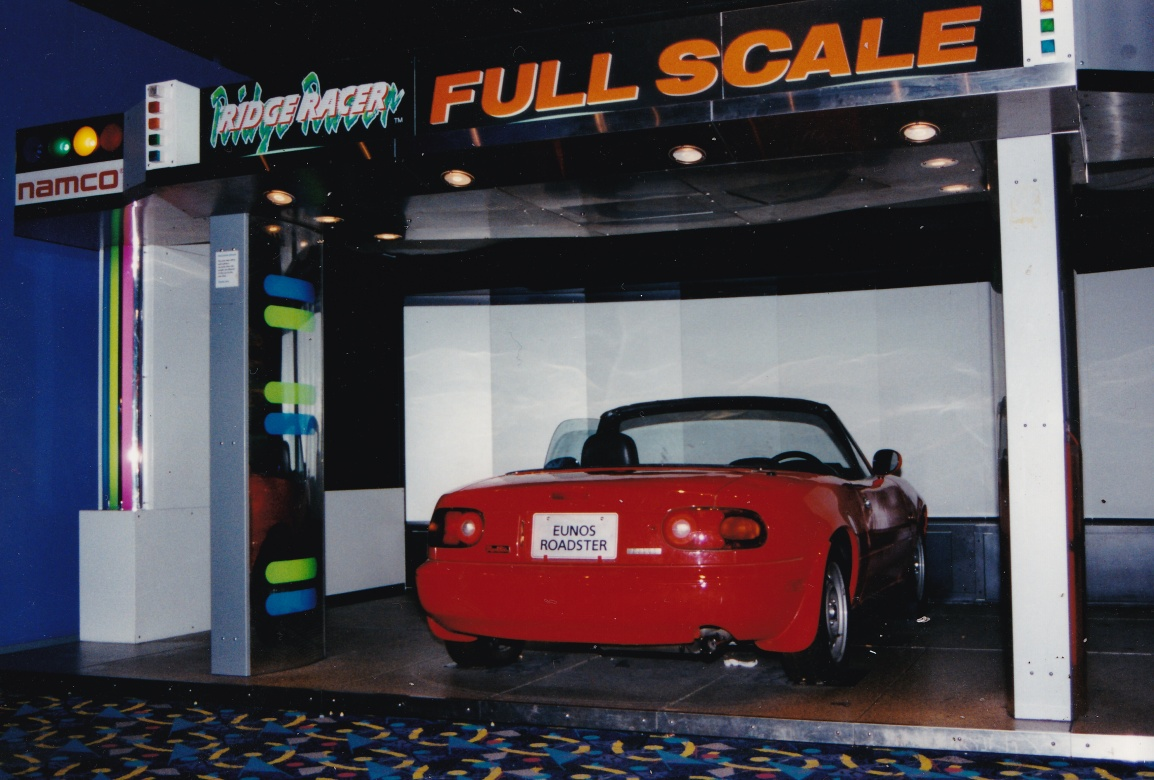
릿지 레이서 풀 스케일, 마쓰다 MX-5 대시보드 구성을 제어 장치로 사용하는 매우 큰 디럭스 캐비닛

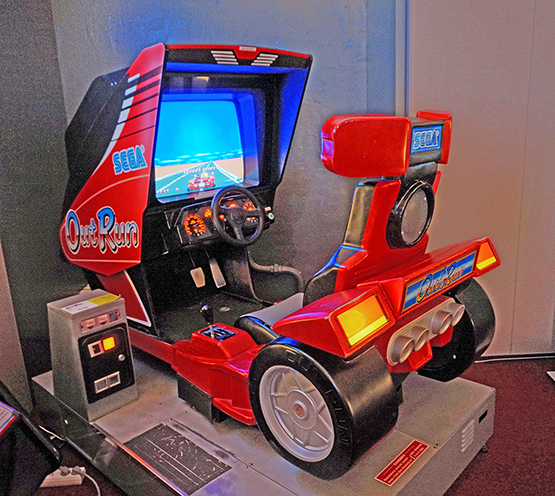
오래된 디럭스 캐비닛(아웃런)

디럭스 캐비닛(일본에서는 DX 캐비닛으로도 알려짐)은 일반적으로 도박, 장시간 게임(예: 격투 게임) 또는 차량(예: 비행 시뮬레이터 및 레이싱 게임)과 관련된 게임에 가장 일반적으로 사용된다. 이러한 캐비닛은 일반적으로 차량의 컨트롤을 닮은 장비를 갖추고 있다(일부는 단순히 대형 화면이나 의자와 같은 기능을 가진 대형 캐비닛일 뿐이다). 운전 게임에는 버킷 시트, 발 페달, 기어 변속기, 심지어 시동 장치도 있을 수 있으며, 비행 시뮬레이터에는 비행 조이스틱이나 스틱이, 오토바이 게임에는 핸들바와 실제 오토바이 모양의 좌석이 있을 수 있다. 종종 이러한 캐비닛은 플레이어가 함께 경쟁할 수 있도록 나란히 배치된다. 세가는 이러한 종류의 캐비닛을 가장 많이 제조하는 회사 중 하나이며, 남코는 플레이어가 실제 마쓰다 MX-5 로드스터에 앉아 게임을 즐기는 릿지 레이서 풀 스케일을 출시했다.

#### 콕핏 또는 환경 캐비닛
콕핏 또는 환경 캐비닛은 플레이어가 캐비닛 내부에 앉는 디럭스 캐비닛의 일종이다. 또한 일반적으로 인클로저가 있다. 이에 대한 예는 킬러 비디오게임 목록에서 볼 수 있으며, 여기에는 슈팅 게임인 스타 파이어, 미사일 커맨드, 서브락-3D, 스타워즈, 애스트론 벨트, 시니스타 및 디스크 오브 트론과 레이싱 게임인 모나코 GP, 터보 및 폴 포지션이 포함된다. 많은 콕핏/환경 캐비닛은 아래 섹션에서 다루는 모션 시뮬레이션 유압 장치를 통합한다.

#### 모션 시뮬레이터 캐비닛
모션 시뮬레이터 캐비닛은 매우 정교한 디럭스 캐비닛의 일종으로, 화면의 동작에 따라 플레이어를 움직이는 유압 장치를 포함한다. 일본에서는 "체감" 게임으로 알려져 있으며, "체감"은 일본어로 "신체 감각"을 의미한다. 세가는 이러한 종류의 캐비닛으로 특히 유명하며, 1980년대부터 세가가 제조해 온 다양한 유형의 좌식 및 콕핏 모션 캐비닛이 있다. 남코도 모션 시뮬레이터 캐비닛의 주요 제조업체였다.
오토바이 레이싱 게임은 세가의 행온 이후로 플레이어가 오토바이 복제품에 앉아 움직여 게임 내 동작을 제어하는 방식(예: 모션 컨트롤러)을 사용했다. 세가의 아웃런 이후의 운전 게임에는 유압식 모션 시뮬레이터 좌식 캐비닛이 있었고, 세가의 스페이스 택틱스(1981년) 및 갤럭시 포스와 같은 우주 전투 게임, 스페이스 해리어 및 썬더 블레이드와 같은 레일 슈터, 전투 비행 시뮬레이터인 애프터 버너 및 G-LOC: 에어 배틀에는 유압식 모션 시뮬레이터 콕핏 캐비닛이 사용되었다. 가장 정교한 모션 시뮬레이터 캐비닛 중 하나는 세가의 R360으로, 항공기의 360도 전체 회전을 시뮬레이션한다.

### 미니 또는 카바레 캐비닛
미니 또는 카바레 캐비닛은 비슷한 형태의 아케이드 캐비닛이지만, 다른 시장을 겨냥한다. 현대의 미니 캐비닛은 소비자에게 직접 판매되며 상업적 운영을 위한 것이 아니다. 이들은 표준 업라이트 캐비닛처럼 보이지만, 전체 아트와 마퀴가 있으며, 가정 환경에 더 쉽게 맞거나 어린이가 사용하기에 적합하도록 축소되었다. 구형 미니 또는 카바레 캐비닛은 상업용으로 판매되었으며 더 이상 생산되지 않는다. 이들은 종종 더 얇고 짧았으며, 측면 아트가 없고 마퀴와 모니터가 더 작았다. 이는 비용을 줄이고 무게를 줄였으며, 공간이 적은 장소에 더 적합하고 어두운 환경에서 덜 눈에 띄도록 했다. 측면 아트 대신 종종 인조 목재 무늬 비닐로 덮여 있었다.

### 카운터탑 캐비닛
카운터탑 또는 바탑 캐비닛은 일반적으로 모니터와 컨트롤 패널을 수납할 수 있을 만큼만 크다. 이들은 종종 퀴즈 및 도박 유형 게임에 사용되며, 일반적으로 술집이나 식당의 바 또는 테이블에 설치되어 있다. 이 캐비닛은 전통적인 푸시 버튼 컨트롤 대신 터치스크린 컨트롤을 사용하는 경우가 많다. 또한 테이블이나 카운터탑에 놓을 수 있어 가정에서도 상당히 인기가 있다.

### 대형 위성 머신
주로 일본에서 발견되는 이 기계는 여러 개의 화면이 하나의 시스템에 상호 연결되어 있으며, 때로는 중앙에 큰 화면 하나가 있다. 이들은 또한 게임에서 사용되는 스마트카드나 트레이딩 카드와 같은 다양한 유형의 카드를 배출하는 기능도 종종 갖추고 있다.

## 변환 키트
소프트웨어 키트라고도 하는 아케이드 변환 키트는 아케이드 머신에 설치하여 현재 게임을 다른 게임으로 변경할 수 있는 특수 장비이다. 예를 들어, 변환 키트를 사용하여 한 게임을 플레이하도록 설계된 아케이드 머신을 스트리트 파이터 II: 챔피언 에디션에서 스트리트 파이터 II 터보로와 같이 후속작이나 업데이트를 플레이하도록 재구성할 수 있다.

## 복원
아케이드 게임이 점점 더 수집품으로 인기를 얻으면서 아케이드 캐비닛 복원에 초점을 맞춘 전체 틈새 산업이 생겨났다. 아케이드 캐비닛 복원에 전념하는 많은 웹사이트(상업 및 아마추어 모두)와 뉴스그룹이 있다. 이들은 게임을 새것처럼 복원하는 데 유용한 팁과 조언으로 가득하다.

### 아트워크
종종 게임 캐비닛은 다양한 게임을 호스팅하는 데 사용되었다. 캐비닛의 초기 게임이 제거되고 다른 게임으로 교체된 후에는 캐비닛이 내부 게임을 잘못 나타내지 않도록 측면 아트를 칠하는 경우가 많았다(보통 검은색). 측면 아트는 손상되거나 퇴색된 아트를 숨기기 위해 칠해지기도 했다.
물론, 아마추어들은 가능한 한 최고의 상태로 오리지널 아트워크가 있는 캐비닛을 선호한다. 양질의 아트를 가진 기계를 찾기 어렵기 때문에, 첫 번째 작업 중 하나는 캐비닛에서 오래된 아트워크나 페인트를 벗겨내는 것이다. 이는 일반적인 화학 페인트 스트리퍼 또는 샌딩으로 이루어진다(선호도는 다양하다). 일반적으로 덧칠된 아트워크는 보존할 수 없으며, 덧칠된 페인트와 함께 제거된다. 새로운 페인트는 선호하는 방식으로(롤러, 브러시, 스프레이) 적용할 수 있다. 사용되는 페인트는 종종 캐비닛의 원래 페인트와 일치하는 마감재를 가진 일반 페인트이다.
많은 게임에는 캐비닛에 직접 실크스크린 인쇄된 아트워크가 있었다. 다른 게임은 측면 아트를 위해 큰 데칼을 사용했다. 일부 제조업체는 인기 있는 고전 게임용 복제 아트워크를 생산하는데, 품질은 다양하다. 이 측면 아트는 새 페인트가 마른 후에 적용할 수 있다. 이 응용 프로그램은 매우 클 수 있으며, 기포나 주름이 생기는 것을 피하기 위해 조심스럽게 적용해야 한다. 약간 비눗물 용액을 표면에 뿌리면 자동차 틴팅 응용 프로그램처럼 주름이나 기포가 생길 경우 아트워크를 빠르게 재배치할 수 있다.

### 컨트롤 패널, 베젤, 마퀴
이러한 부품을 구하는 것은 설치하는 것보다 어렵다. 많은 아마추어들은 뉴스그룹이나 이베이와 같은 사이트를 통해 이러한 품목을 거래한다(측면 아트도 마찬가지). 측면 아트와 마찬가지로, 일부 복제 아트 상점에서도 원본과 구별할 수 없는 이러한 부품의 복제 아트워크를 생산한다. 일부는 원본보다 품질이 더 뛰어나기도 한다. 이러한 부품을 구하면 일반적으로 제자리에 바로 끼워진다.
컨트롤이 닳아서 교체가 필요한 경우, 게임이 인기가 있다면 쉽게 구할 수 있다. 희귀한 게임 컨트롤은 구하기 더 어렵지만, 일부 상점에서는 고전 아케이드 게임용 교체 컨트롤을 재고로 보유하고 있다. 일부 상점에서는 원본보다 더 튼튼하고 다양한 기계에 맞는 컨트롤을 제조한다. 설치는 초보자에게는 약간의 실험이 필요하지만, 일반적으로 배치하기는 너무 어렵지 않다.

### 모니터
두 가지 모두 동일한 기본 유형의 튜브를 사용하지만, 래스터 모니터는 벡터 모니터보다 수리하기 쉽다. 왜냐하면 지원 회로가 CRT 텔레비전 및 컴퓨터 모니터에 사용되는 것과 매우 유사하고 일반적으로 색상 및 밝기 조절이 쉽기 때문이다. 반면에 벡터 모니터는 수리하기 어렵거나 비용이 매우 많이 들 수 있으며, 일부 부품은 수년 전에 단종되어 더 이상 수리할 수 없는 경우도 있다. 1980년대 초 전성기 이후 거의 생산되지 않았기 때문에 벡터 모니터의 드롭인 교체품을 찾는 것도 오늘날에는 어려운 일이다. CRT 교체는 가능하지만, 디플렉션 요크 및 기타 부품을 한 튜브 넥에서 다른 튜브 넥으로 옮기는 과정은 또한 적절한 성능을 위해 CRT의 부품을 배치하고 조정하는 긴 과정을 의미하며, 이는 일반 아마추어 아케이드 수집가에게는 너무 어려운 작업이 될 수 있다. 반면에, 다른 모니터 기술을 개조하여 벡터 그래픽을 에뮬레이트하는 것이 가능할 수도 있다.
일부 전자 부품은 캐비닛 내부의 덥고 비좁은 환경으로 인해 스트레스를 받는다. 전해 콘덴서는 시간이 지남에 따라 건조되며, 고전 아케이드 캐비닛이 여전히 원래 부품을 사용하고 있다면 서비스 수명이 거의 끝났을 수 있다. 오래된 전자 제품(모든 유형)을 재정비하는 일반적인 단계는 "리캡핑"이다. 이는 특정 콘덴서(및 기타 부품)를 교체하여 모니터 및 전원 공급 장치의 지속적인 안전 작동을 복원하거나 보장하는 것이다. 이러한 부품의 용량 및 전압 정격 때문에 제대로 수행되지 않으면 위험할 수 있으므로 경험이 풍부한 아마추어나 전문가만 시도해야 한다. 모니터가 고장난 경우, 동전 투입기 유통업체나 부품 공급업체를 통해 바로 교체품을 조달하는 것이 더 쉬울 수 있다.

### 배선
캐비닛을 재배선해야 하는 경우, 일부 배선 키트는 인터넷에서 구할 수 있다. 숙련된 아마추어는 일반적으로 시행착오를 통해 대부분의 배선 문제를 해결할 수 있다.
많은 캐비닛은 원래 게임 외의 다른 게임을 호스팅하는 데 사용되도록 개조된다. 이 경우 두 게임이 모두 JAMMA 표준을 준수하면 과정은 간단하다. 다른 변환은 더 어려울 수 있지만, 닌텐도와 같은 일부 제조업체는 변환 과정을 용이하게 하는 키트를 생산했다(닌텐도는 캐비닛을 클래식 배선에서 VS. 배선으로 변환하는 키트를 제조했다).

## 같이 보기
- 슬롯머신
- 아케이드 게임
- 아케이드 기판
- 전자 오락실